# Frank Ocean
Frank Ocean (Long Beach, 1987. október 28. –) amerikai énekes, dalszerző, producer, fényképész és vizuális művész. Ismert egyéni zenei stílusa, önelemző és témákat nem részletesen leíró dalszerzése, illetve sokszínű hangja miatt. Generációjának egyik legelismertebb előadója. Zenekritikusok méltatták, amiért újjáélesztette a jazz és funk által befolyásolt R&B-t és segítette a műfaj fejlődését. Az alternatív R&B egyik legfontosabb alakja.
Ocean szellemíróként kezdte karrierjét mielőtt csatlakozott volna az Odd Future hiphop csapathoz 2010-ben. 2011-ben kiadta sikeres mixtape-jét, a Nostalgia, Ultrat és aláírt a Def Jam Recordings kiadóhoz. Debütáló albuma, a Channel Orange (2012), amely electro-funkra, pop-soulra, jazz-funkra és pszichedelikus zenére épül, 2012 egyik legelismertebb albuma volt. Jelölve volt az Év albuma Grammy-díjra és megnyerte a Legjobb kortárs városi album díjat, míg a Thinkin Bout You kislemezért jelölték az Év felvétele díjra.
Négy éves szünetet követően Ocean kiadta Endless című vizuális projektjét 2016-ban, hogy teljesítse szerződésének feltételeit a Def Jammel, mielőtt függetlenül kiadta második albumát, a Blonde-ot (2016) egy nappal később. A Blonde első helyen debütált a Billboard 200-on és platina minősítést kapott az Amerikai Hanglemezgyártók Szövetségétől (RIAA). Az album stílusát tekintve sokat kísérletezik, felöleli a soul és a pszichedelikus rock stílusait. Az albumot és Oceant is méltatták zenekritikusok azért, hogy ellenszegült az R&B és a pop hagyományos formáival.
Ocean díjai közé tartozik két Grammy-díj, egy Brit Award (Nemzetközi férfi szólóelőadó, 2013) és egy NME-díj (Nemzetközi férfi szólóelőadó, 2017). 2013-ban része volt a Time A világ 100 legbefolyásosabb embere listának, illetve 2017-ben a a Forbes 30 30 alatt című listájának. Az Insider és a The Wall Street Journal is a 2010-es évek legdominánsabb előadójának nevezte. Fényképészként dolgozott a Vogue-gal a Met-gálán és az i-D, brit divatmagazinnal. Van saját Beats 1 rádióműsora, amely 2017-ben indult, Blonded Radio néven.

## Korai évek
Christopher Edwin Breaux 1987. október 28-án született Long Beachen, Kaliforniában. Mikor öt éves volt családja New Orleansben költözött. Breaux anyja jazz zenész volt, így bevezetve fiát a zene világával. Breaux gyakran járt New Orleans-i jazz bárokba, amely rávette, hogy kezdje el felvenni saját zenéjét. Tinédzserként sokat dolgozott, hogy szerezzen pénzt albumainak felvételére. Egyetemi tanulmányait a New Orleans-i Egyetemen végezte. Mikor 2005 augusztusában a Katrina hurrikán elérte New Orleanst, elpusztult otthona és személyes stúdiója. Louisianába kellett költöznie, ahol rövid ideig maradt, majd elhagyta az egyetemet.

## Karrier

### 2006–2011: karrier kezdete, Odd Future és aNostalgia, Ultra
2006-ban Breaux Los Angelesbe költözött, hogy építse zenei karrierjét, különböző gyorséttermekben dolgozott, hogy keressen pénzt. Három éven belül biztos karriert állított fel dalszerzéssel és Frank Ocean-ként kezdett el dolgozni. Olyan előadókkal dolgozott, mint Justin Bieber, Beyonce, John Legend, és Brandy.
Később erről az időszakról Ocean a következőt mondta: „Volt egy pont, amikor más embereknek komponáltam, és valószínűleg kényelmes lett volna azt folytatni és élvezni a bevételeket és anonimitást. De nem ezért hagytam el a családomat és az iskolát.”
Ocean csatlakozott az Odd Future hiphop csapathoz, akikkel 2009-ben találkozott. Barátok lettek Tyler, the Creatorrel, ez újabb erőt adott Ocean dalszerzésének. 2009 végén találkozott Tricky Stewarttal, aki segített neki szerződést kötni a Def Jam Recordings kiadóval. Ocean úgy érezte, hogy elhanyagolja a kiadó és egyedül elkezdett egy mixtape-en dolgozni.

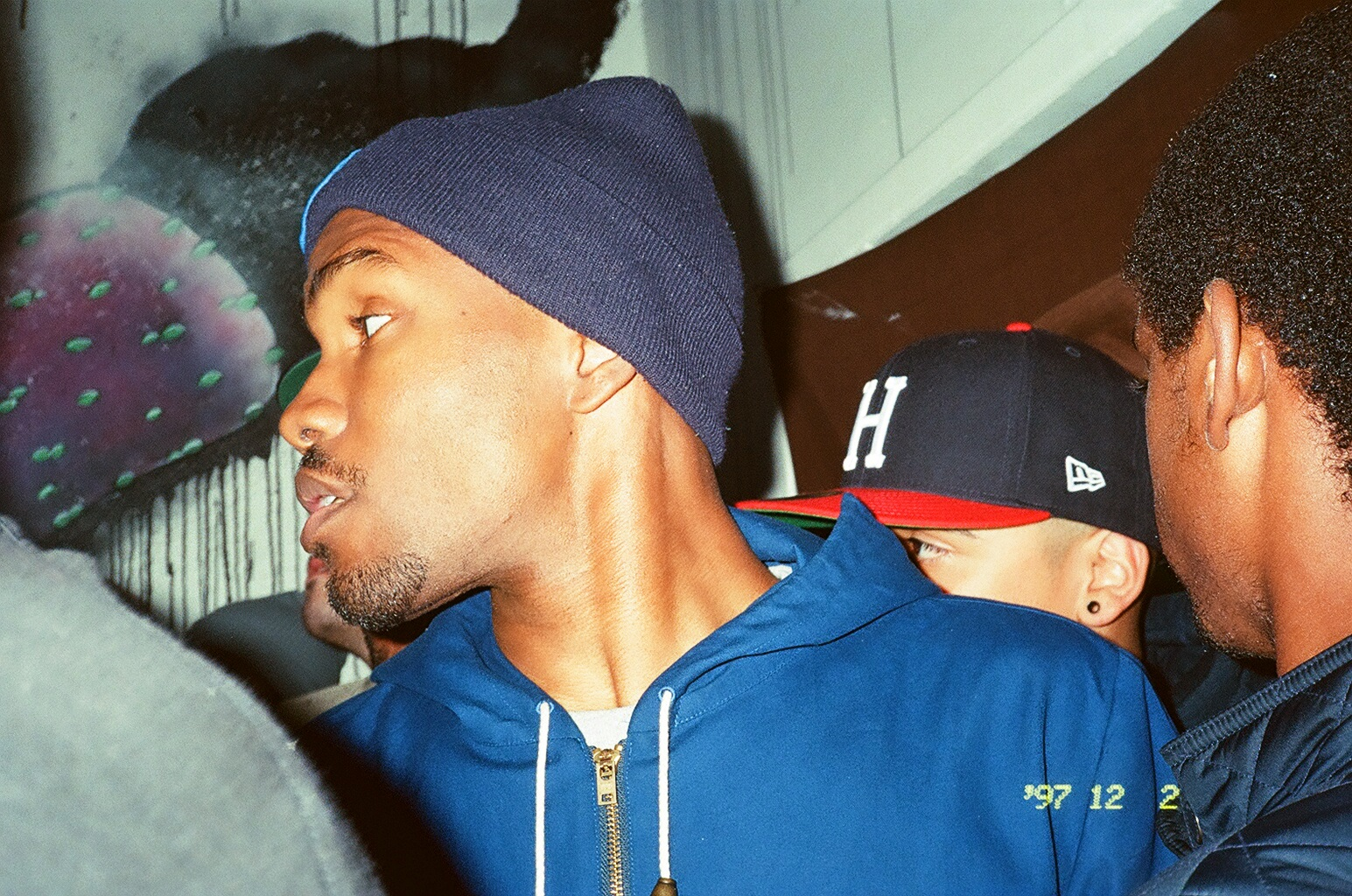
Ocean 2011 decemberében

2011. február 16-án Ocean függetlenül kiadta a Nostalgia, Ultra mixtape-et online, ingyen. A mixtape sikernek örvendett kritikusok között, emberi kapcsolatokra és társadalmi kommentárokra fókuszál. Andrew Noz elmondása szerint Ocean dalszerzői képessége „okos és finom...különválasztja a többitől.”
2011 áprilisában Ocean elmondta, hogy erősödött kapcsolata a Def Jammel a Nostalgia, Ultra megjelenése óta. A mixtape-et követően Ocean széles körökben ismert lett, közreműködött többek között Jay-Z-vel Kanye Westtel. Szerepelt Tyler, the Creator She kislemezének videóklipjében. Első fellépése 2011-ben volt a Coachella Fesztiválon, ahol az Odd Future tagjaként lépett fel, majd turnézott velük az Egyesült Államok keleti partján. 2011. május 19-én a Def Jam bejelentette, hogy középlemezként újra ki fogják adni a Nostalgia, Ultrat. A Novacane című debütáló kislemezét 2011 májusában adta ki.
2011 júniusában Ocean elmondta, hogy dolgozni fog Kanye West és Jay-Z Watch the Throne albumán. Szerző és közreműködő előadó volt a No Church in the Wild és a Made in America dalokon. 2011. július 28-án a Thinkin Bout You című dala kiszivárgott az interneten. Kiderült, hogy ezt eredetileg Bridget Kelly debütáló albumára szánta. Kelly átnevezte a dalt Thinking About Foreverre. 2011 szeptemberében Ocean verziója is hivatalosan megjelent a számból. 2011 augusztusában szerepelt a The Fader címlapján.

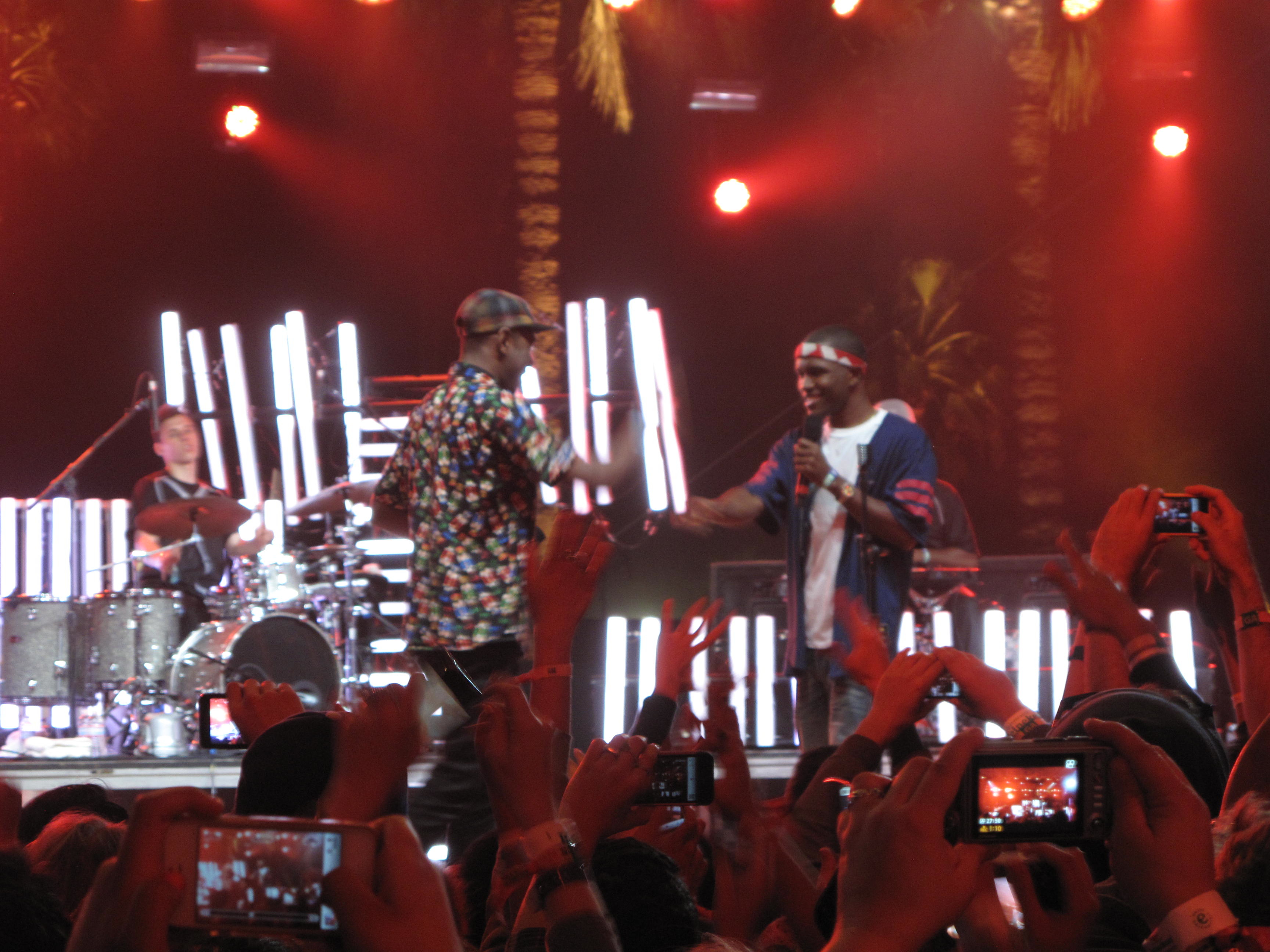
Ocean és Tyler, the Creator a 2012-es Coachella Fesztiválon

### 2012–2013:Channel Orange
Ocean bejelentette, hogy debütáló albuma 2012. április 10-én fog megjelenni, amelyről a Thinkin Bout You volt az első kislemez. „Röviden definiál előadóként, és, hogy jelenleg hol vagyok. Ez volt a cél,” mondta albumáról „A történetekről szól. Ha írok 14 történetet, amit szeretek, akkor a következő lépés, hogy köré építsük a zenei környezetet, hogy a legjobban felölelje a történetet.”

| „                       | Lehet, hogy ez az R&B Ziggy Stardust pillanata, ahol egy előadó szexualitása körülötti figyelem és a legutóbbi brilliáns albuma ad egy megállíthatatlan momentumot karrierjének | ” |
| – Alexis Petridis, 2012 | |   |

2012-ben Ocean kiadta debütáló stúdióalbumát, a Channel Orange-et, amely kritikailag elismert volt és a HMV Poll of Polls az év albumának nevezte. Hat Grammy-díjra jelölték Oceant és sokak szerint nagy szerepet játszott az album az R&B előremozdításában. Fontos volt az albumon a történetmesélés, társadalmi kommentárok, a jazz, soul és R&B összeolvasztásával jött létre. A dalok, amelyek viszonzatlan szerelemről szólnak lettek a legsikeresebbek, főleg amiatt, hogy Ocean a lemez megjelenése előtt jelentette be, hogy első szerelme egy férfi volt. Sok kritikus ezt ahhoz és annak kulturális hatásához hasonlította, mint mikor David Bowie 1972-ben bejelentette, hogy biszexuális.
A Channel Orange második helyen debütált a Billboard 200-on és 131 ezer példányt adtak el belőle az első hetében. Január 30-án arany minősítést kapott az Amerikai Hanglemezgyártók Szövetségétől (RIAA). 2014 szeptemberére a Nielsen SoundScan adatai alapján 621 ezer példány kelt el belőle. Az albumot a 2012 Summer Tour koncertturnéval népszerűsítette, amely során fellépett a Coachella és Lollapalooza fesztiválokon is. A 2013-as Brit Awards díjátadón elnyerte a Nemzetközi férfi szólóelőadó díjat.

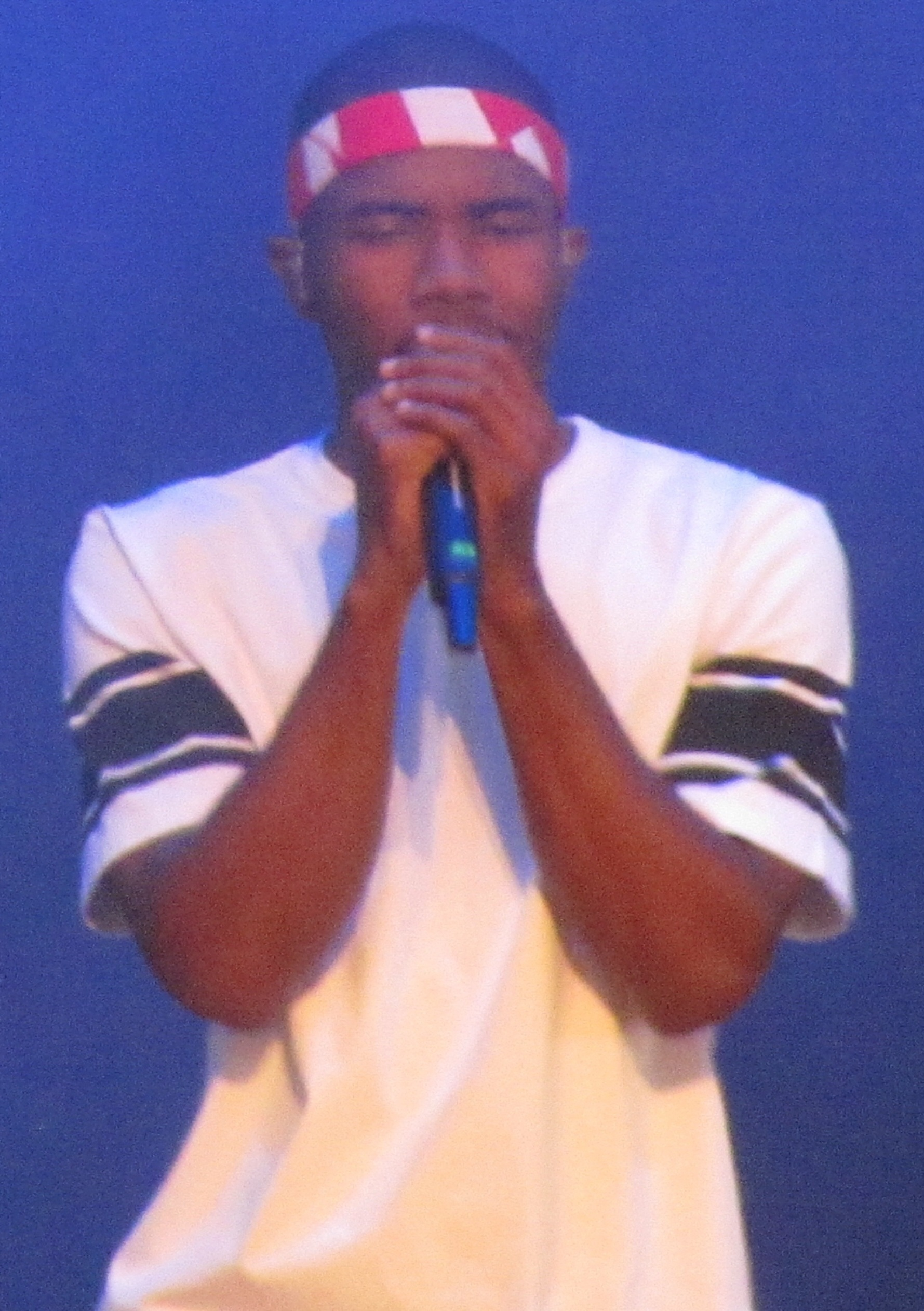
Ocean a 2013-as Wireless fesztiválon

2013. május 28-án bejelentette a You’re Not Dead ... 2013 Tour turnét, amelyen Európában és Kanadában lépett fel. Közreműködött John Mayer Paradise Valley albumán, a Wildfire dalon.

### 2013–2016:EndlessésBlonde
2013 februárjában Ocean bejelentette, hogy elkezdett dolgozni második stúdióalbumán, amely az előzőhöz hasonlóan koncepcióalbum lesz. Elmondta, hogy együtt fog dolgozni Tyler, the Creatorrel, Pharrell Williamsszel és Danger Mouse-szal. Később elmondta, hogy hatással volt rá a The Beach Boys és a The Beatles. Arról is beszélt, hogy szeretne együttműködni a Tame Impalával és King Krule-lal. Az album egy részét Bora Borán vette fel.
2014. március 10-én ingyenes letöltésként kiadta SoundCloudon a Hero című dalát, amely egy közreműködés Mick Jonesszal, Paul Simononnal és Diplóval.
2014 áprilisában Ocean elmondta, hogy az album majdnem elkészült. 2014. november 29-én Ocean kiadott egy részletet egy új dalából, a Memrise-ból, Tumblrön. 2015. április 6-án bejelentette, hogy a második lemeze júliusban fog megjelenni, két verzióval és egy mellékelt kiadással. Az album végül nem jelent meg júliusban, nem indokolta a halasztást. 2016 februárjában Ocean közreműködött Kanye West The Life of Pablo című albumán. Egy hónappal később West újra kiadta a dalt, elkülönítve Oceant a Frank’s Track című számon.
2016 júliusában utalt rá, hogy júliusban fogja kiadni albumát. Ocean testvére, Ryan Breaux is kirakott egy képet Instagramra „BOYS DON’T CRY #JULY2016” felirattal, ezzel is egy nyári megjelenésre utalva.
2016. augusztus 19-én egy élő adásban jelent meg az Endless című vizuális projektje, amely Ocean utolsó albuma volt a Def Jammel, hogy teljesítse szerződésének elvárásait. Ocean már elkezdett korábban is elválni a kiadótól, amelyet később úgy írt le, mint egy „hét éves sakkjátszma,” illetve lecserélte ezen időszakban menedzserét és jogászát. Az összes felvételét vissza kellett vásárolnia a Def Jamtől.
2016. augusztus 26-án megjelent a Nikes című dal videóklipje Apple Musicon, majd később weboldalán. Ugyanezen napon megjelentette Blonde című albumát, amely nagy sikernek örvendett. Első helyen debütált több országban is, első hetében 232 ezer példány kelt el belőle. Ahelyett, hogy egy hagyományos turnén népszerűsítette volna az albumot, hónapokig utazgatott Kínában, Japánban és Franciaországban. Ezek mellett nem adta be albumát, hogy tekintetbe vegyék a 2017-es Grammy-díjátadón és azt mondta, hogy „az intézménynek egyértelműen nosztalgikus fontossága van, nem tűnik úgy, hogy reprezentálná az embereket, akik onnan jönnek, mint én.” A Time 2016 legjobb albumának nevezte. A Forbes számításai szerint az Ocean egy hét alatt egy millió dollárt keresett az albummal. 2018. július 9-én platina minősítést kapott az Amerikai Hanglemezgyártók Szövetségétől (RIAA).

### 2017–napjainkig:Blonded Radio, kislemezek és a Homer stúdióalbum
2017. február 21-én Calvin Harris bejelentette kislemezét, a Slide-ot, amelyen közreműködött Ocean és a Migos. Ocean dalszerzőként is meg van jelölve a dalon, míg a producer teljes mértékben Harris volt. 2017. február 23-án jelent meg és szerepelt Ocean Beats 1 rádióműsorának, a Blonded Radionak első epizódjában. A dal duplaplatina minősítést kapott az Amerikai Hanglemezgyártók Szövetségétől (RIAA) és Ocean első kislemeze volt, amely bejutott a Billboard Mainstream Top 40 első tíz helyére. 2017. március 10-én kiadta Chanel című kislemezét, a Blonded Radio második epizódjában és előadta a dal egy alternatív verzióját ASAP Rockyval. A Blonded Radio következő epizódjaiban bemutatta Biking (Jay-Z és Tyler the Creator közreműködésével), illetve Lens című dalait és a Slide On Me remixét Young Thuggal. Május 15-én közreműködött ASAP Mob RAF című számán. Augusztus 28-án kiadta Provider című kislemezét.
2017 októberében kiadta New 17 című fotóesszéjét a brit i-D magazinban, amelyben a következőt írta: „Ha szeretted kétezer-tizenhetet, akkor imádni fogod kétezer-tizennyolcat.” 2017 novemberében elmondta, hogy ötödik projektje és egyben harmadik stúdióalbuma elkészült. Jelenleg nem ismert mikor fog megjelenni. Ocean hangja szerepel a Grand Theft Auto V videójátékban, a Blonded Los Santos 97.8 FM rádióállomás műsorvezetőjeként. A Provider, az Ivy, a Crack Rock, a Chanel, a Nights és a Pretty Sweet dalai mind szerepelnek a játékban.
2018. február 14-én kiadta Moon River című dalát, amely egy feldolgozása az azonos című dalnak Audrey Hepburn 1961-es Álom luxuskivitelben filmjéből. 2018 májusában közreműködött ASAP Rocky Testing című stúdióalbumán. Augusztusban szerepelt Travis Scott Astroworld albumán, a Carousel című dalon. 2018 novemberében a Blonded Radion politikai műsort rendezett az amerikai választások idején és szóba került az is, hogy Ocean a kortárs rap zene első nyitottan queer fekete férfi előadója. 2019. október 19-n kiadta DHL című dalát és bejelentett két új számot, a Dear Aprilt és Cayendot. 2019. november 1-én kiadta az In My Room című kislemezét a Blonded Radion, majd november 3-án bejelentette a Little Demont. 2020. február 25-én bejelentette, hogy a Little Demon helyett egy másik dala fog megjelenni 2020. február 28-án.
2020 októberében a Coachella headliner fellépője lett volna, de a Covid19-pandémia miatt a fesztivált elhalasztották, majd lemondták.
2021. augusztus 8-án Ocean hivatalosan bejelentette első divatprojektjét, a Homert, amiről először egy Financial Times-interjúban beszélt. A Homer hivatalos oldalán az szerepelt, hogy egy „független amerikai luxuscég, amit Frank Ocean alapított.” Instagramon az énekes a következőt írta: „Ez a projekt egész lefolyása alatt megmozgatta az agyam és képzeletem... Abban reménykedem, hogy olyan dolgokat tudok csinálni, amik megmaradnak, amiket nehéz elpusztítani... Három éve dolgozok ezen és annyira sok minden van, amit meg akarok osztani veletek idegenekkel. Szeretettel.” Az ékszercég azóta a Pradával is együttműködött.
2021. szeptember 13-án megjelent a Met-gálán. Az énekes egy robotszerű zöld bábút tartott a kezében, a haja is megegyezett a figura színével. A babával úgy viselkedett, mintha az élő lett volna, beszélt is hozzá. A roboton egy egyrészes, csillagokkal díszített ruha volt, illetve meg tudta emelni kezeit. Ocean pedig egy háromrészes fekete Prada-öltönyt viselt, egy fehér pólóval. Volt rajta ezek mellett egy sapka, amin a Dreamcore felirat volt látható, illetve egy, a Homer által gyártott nyakláncot.
2021. december 25-én kiadott egy kilenc perces névtelen dalt a Blonded Radio műsorán, amin közreműködött Cory Henry. 2022 júniusában bejelentették, hogy meg fogja rendezni első filmjét.
2023. január 10-én a Coachella Fesztivál bejelentette, hogy Ocean lesz az esemény egyik headliner előadója és fel fog lépni április 13-án és 16-án is. Ez lesz első koncertfellépése 2017 óta. 2023 januárjában az előadó elkezdett eladni posztereket a weboldalán, amiknek hátulján a következő volt olvasható: „2019 nyarán a Blonded készített egy fényképsorozatot [...] Az Előadó úgy gondolja, hogy az utóbbi [teljes hosszúságú album] formátum elmaradott és, hogy kislemezek kiadása sokkal inkább illik napjaink fogyasztói társadalmába [...] Az Előadó ezóta megváltoztatta véleményét a kislemez-modellről és ismét hosszabb műveken dolgozik.”
Közel két évvel a Coachella-fellépés után megjelentek hírek, hogy Ocean, aki nagy filmrajongó, rendezőként tervezi folytatni pályafutását, és Mexikóban kezdett el keresni helyszíneket első filmjéhez. 2025 januárjában ezt meg is erősítették, bejelentve, hogy David Jonsson lesz a főszereplője és Mexikóvárosban fogják elkezdeni a forgatást.

## Zenei stílus
Ocean stílusát zenekritikusok egyéninek nevezték. Zenéjében általában találhatóak elektronikus billentyűk, gyakran Ocean által előadva. Munkáiban gyakran szerepelnek szokatlan dallamok és kísérleti struktúrája van. Általában avantgárd R&B előadónak vagy popzenésznek nevezik.
Jon Parales (The New York Times) a dalszerzését a leginnovatívabb R&B dalszerzőkhöz hasonlította, mint Prince, Stevie Wonder, Marvin Gaye, Maxwell és Erykah Badu. Chris Richards (Washington Post) Ocean koncertjeit visszafogottnak nevezte. Ugyan a Nostalgia, Ultran szerepeltek feldolgozott melódiák, a Channel Orange albumon Ocean volt az első számú dalszerző, Robert Christgau erről a következőt mondta: „Mikor ő az egyetlen dalszerző, visszatartja magát attól, hogy show-t csináljon önmagából.
Ocean dalszövegeinek témája leggyakrabban szerelem, vágyakozás, kétségek és nosztalgia. Debütáló kislemeze, a Novacane egymás mellé rendeli a szexuális kapcsolatok mesterségességét és zsibbasztó érzését és hasonlítja a mainstream rádióhoz, míg a Voodoon egyként mutatja be a spiritualitást és szexualitást. A Channel Orange albumon viszonzatlan szerelemről is énekel.

## Befolyása
Ocean a generációjának egyik legelismertebb előadója. Zenekritikusok méltatták, amiért újjáélesztette a jazz és funk által befolyásolt R&B-t és segítette a műfaj fejlődését és keverte az electro, rock és pszichedelikus zenei stílusokkal. Az Insider és a The Wall Street Journal is a 2010-es évek legdominánsabb előadójának tartják. 2013-ban része volt a Time A világ 100 legbefolyásosabb embere listának, illetve 2017-ben a a Forbes 30 30 alatt című listájának.

Andy Kellman (AllMusic):
Frank Ocean a 2010-es évek eleje óta az kortárs zene egyik legérdekesebb alakja. Az énekes, dalszerző, akinek művészi munkája dacolt az R&B merev definíciójával és segítette a műfaj fejlődését.
Egy GQ cikkben, Jon Savage azt írta Oceanről, hogy „egyike a pop elitnek,” „a napjaink igazi popsztárja” és egy „tökéletes kortárs művész minden tekintetben, aki elmerült új zenei lehetőségekben, valaki aki elkötelezett a művészi kutatás mellett a legalaposabb értelemben.” Méltatta, hogy segítette az R&B-t, „következő szintre emelte, tökéletesen felépített zenei képekkel, amelyek illenek dalszövegeihez.” A Pitchfork szerint Ocean „a dalszövegírás mestere, kulturális ikon státuszt elérve, egy titokzatos személyiséggel és egyéni hozzáállással a pop felé.”
Chanel című dalát biszexuális himnusznak tekintik.

## Fényképészet
2016. augusztus 20-án Ocean kiadott egy 360 oldalas magazint, a Boys Don’t Cryt második albumával együtt, a Blonde-dal. A divat és autómagazinban Wolfgang Tillmans, Viviane Sassen, Tyrone Lebon, Ren Hang, Harley Weir, Michael Mayren és Ocean fotóprojektjei szerepeltek. Négy hónappal később a Print kiadta munkáját.
2017. május 1-én Ocean a Vogue fényképészeként vett részt a Met-gálán. 2017. október 23-án az i-D brit divatmagazinnal dolgozott együtt.

## Magánélete

### Család
Ocean öccse, Ryan Breaux 2020. augusztus 2-án elhunyt egy közúti balesetben, 18 évesen.

### Szexualitás
Ocean írt egy nyílt levelet a Tumblr blogján a Channel Orange megjelenésekor, amelyben beszélt spekulációkról, hogy a múltban vonzódott egy férfihoz. Az első igazi szerelmének nevezte, mikor megismert 19 évesen egy másik fiatal férfit. Megköszönte neki, hogy mekkora befolyással volt életére és anyjának is „Nem tudom most mi fog történni, de ez rendben van. Nincsenek titkaim, amiket meg kell tartanom... Szabad férfinak érzem magam.” Több híresség is nyilvánosan támogatta Oceant, mint Beyoncé és Jay-Z. A hiphop-ipar nagy része pozitívan reagált a hírre, Tyler, the Creator és az OFWGKTA további tagjai is Twitteren fejezte ki támogatását. Russell Simmons a Global Grind egy cikkében gratulált a zenésznek „A mai nap a hiphop egy nagy napja. Egy nap, ami meg fogja határozni kik vagyunk. Mennyire leszünk jószívűek? Mennyire tudunk szeretni? Mennyire tudunk befogadóak lenni? [...] A döntésed, hogy nyilvánosan beszél szexuális irányultságodról reményt és fényt ad nagyon sok fiatalnak, akik a mai napig félelemben élnek.” Mikor 2012-ben megkérdezték biszexuálisnak tekinti-e magát, Ocean a következőt mondta: „Tisztelettel azt fogom mondani, hogy az élet dinamikus és dinamikus élményekkel jár és, mint ahogy a zene stílusaira is gondolok, ugyanaz az érzésem a megnevezések, dobozok és ilyenek felé.”
2016 júniusában a 2016-os orlandói terrortámadást követően, amelyben 49-en elhunytak, Ocean kiadott egy írást, amelyben kifejezte frusztrációját és szomorúságát. Elmondta, hogy első élménye transzfóbiával és homofóbiával hat éves korában, apjával és leírta, hogy nagyon sok ember továbbadja gyűlölködő érzéseit a következő generációnak és több ezer embert öngyilkosságba kergetnek. 2017-ben Oceant beperelte apja 14.5 millió dollárra becsmérlésért. 2017. október 17-én a bíró Oceannek adott igazat, azzal az indokkal, hogy apja nem mutatott fel elég bizonyítékot.

### Névváltoztatás
Egy 2011-es interjúban Ocean elmondta, hogy 23. születésnapján megpróbálta megváltoztatni nevét Christopher Francis Oceanre. A változtatást az 1960-as film, A dicső tizenegy (eredeti címe: Ocean’s 11) inspirálta. 2014 novemberében kiderült, hogy névváltoztatását nem engedélyezték jogi problémák miatt. 2015. április 23-án jutott végül sikerre a váltással.

### Politikai nézetei
2019-ben Ocean arra késztette rajongóit, hogy a Munkáspártra szavazzanak a brit választásokon.
Az Izrael-Hamász háború közben Ocean kifejezte szolidaritását a Gázai övezetben élő palesztinokkal, 2023 októberében aláírt egy levelet Joe Biden elnöknek, arra kérve, hogy próbáljon meg tűzszünetet elérni.

## Díjak és jelölések
| Év   | Díjátadó                     | Kategória                        | Jelölt/Munka                                                 | Eredmény | For.    |
| ---- | ---------------------------- | -------------------------------- | ------------------------------------------------------------ | -------- | ------- |
| 2011 | BET Hip Hop Awards           | Legjobb mixtape                  | Nostalgia, Ultra                                             | Jelölve  | [ 114 ] |
| 2011 | BET Hip Hop Awards           | Az év újonca                     | Frank Ocean                                                  | Jelölve  | [ 114 ] |
| 2011 | GQ Awards                    | Az év újonca                     | Frank Ocean                                                  | Elnyerte | [ 115 ] |
| 2011 | Soul Train Music Awards      | Legjobb új előadó                | Frank Ocean                                                  | Jelölve  | [ 116 ] |
| 2011 | HipHopDX Awards              | Az év legjobb nem-hiphop albuma  | Nostalgia, Ultra                                             | Elnyerte | [ 117 ] |
| 2012 | HipHopDX Awards              | Az év legjobb nem-hiphop albuma  | Channel Orange                                               | Elnyerte | [ 118 ] |
| 2012 | Grammis                      | Az év nemzetközi albuma          | Nostalgia, Ultra                                             | Jelölve  |         |
| 2012 | MOBO Awards                  | Legjobb nemzetközi előadó        | Frank Ocean                                                  | Jelölve  | [ 119 ] |
| 2012 | MTV Video Music Awards       | Legjobb rendezés                 | Swim Good                                                    | Jelölve  | [ 120 ] |
| 2012 | MTV Video Music Awards       | Legjobb férfi videó              | Swim Good                                                    | Jelölve  | [ 120 ] |
| 2012 | MTV Video Music Awards       | Legjobb új előadó                | Swim Good                                                    | Jelölve  | [ 120 ] |
| 2012 | mtvU                         | Az év férfia                     | Frank Ocean                                                  | Elnyerte | [ 121 ] |
| 2012 | mtvU Woodie Awards           | Az év Woodie-ja                  | Frank Ocean                                                  | Jelölve  | [ 122 ] |
| 2012 | O Music Awards               | Legjobb internetes előadó        | Frank Ocean                                                  | Jelölve  | [ 123 ] |
| 2012 | Q Awards                     | A Q következő nagy előadója      | Frank Ocean                                                  | Jelölve  | [ 124 ] |
| 2012 | Soul Train Music Awards      | Az év albuma                     | Channel Orange                                               | Elnyerte | [ 125 ] |
| 2012 | UK Music Video Awards        | Legjobb urban videó – Nemzetközi | Novacane                                                     | Elnyerte | [ 126 ] |
| 2012 | Vibe Magazine                | Az év férfia                     | Frank Ocean                                                  | Elnyerte | [ 127 ] |
| 2013 | Billboard Music Awards       | Legjobb R&B-album                | Channel Orange                                               | Jelölve  | [ 128 ] |
| 2013 | Billboard Music Awards       | Legjobb R&B-dal                  | Thinkin Bout You                                             | Jelölve  | [ 128 ] |
| 2013 | Brit Awards                  | Nemzetközi férfi előadó          | Frank Ocean                                                  | Elnyerte | [ 40 ]  |
| 2013 | GLAAD Media Awards           | Kiemelkedő zenei előadó          | Channel Orange                                               | Elnyerte | [ 129 ] |
| 2013 | Grammy                       | Az év albuma                     | Channel Orange                                               | Jelölve  | [ 130 ] |
| 2013 | Grammy                       | Legjobb kortárs urban album      | Channel Orange                                               | Elnyerte | [ 130 ] |
| 2013 | Grammy                       | Az év felvétele                  | Thinkin Bout You                                             | Jelölve  | [ 130 ] |
| 2013 | Grammy                       | Legjobb rap/ének együttműködés   | No Chruch in the Wild (Kanye West és Jay-Z közreműködésével) | Elnyerte | [ 130 ] |
| 2013 | Grammy                       | Legjobb rövid videóklip          | No Chruch in the Wild (Kanye West és Jay-Z közreműködésével) | Jelölve  | [ 130 ] |
| 2013 | Grammy                       | Legjobb új előadó                | Frank Ocean                                                  | Jelölve  | [ 130 ] |
| 2013 | MTV Video Music Awards Japan | Legjobb R&B-videó                | Pyramids                                                     | Jelölve  | [ 131 ] |
| 2013 | mtvU Woodie Awards           | FOMO Woodie                      | Frank Ocean                                                  | Jelölve  | [ 132 ] |
| 2013 | O Music Awards               | Twitteren követendő előadó       | Frank Ocean                                                  | Jelölve  | [ 133 ] |
| 2013 | O Music Awards               | Túl sok segg a TV-nek            | Pyramids                                                     | Jelölve  | [ 133 ] |
| 2013 | UK Music Video Awards        | Legjobb popvideó – Nemzetközi    | Pyramids                                                     | Jelölve  | [ 134 ] |
| 2013 | Webby Awards                 | Az év személye                   | Frank Ocean                                                  | Elnyerte | [ 135 ] |
| 2014 | Grammy                       | Legjobb rapdal                   | New Slaves (dalszerzőként)                                   | Jelölve  | [ 130 ] |
| 2015 | Grammy                       | Az év albuma                     | Beyoncé (közreműködő előadóként)                             | Jelölve  | [ 130 ] |
| 2016 | Attitude Magazine Awards     | Az év előadója                   | Frank Ocean                                                  | Elnyerte | [ 136 ] |
| 2016 | Los Premios 40 Principales   | Legjobb előadó vagy csoport      | Frank Ocean                                                  | Jelölve  | [ 137 ] |
| 2016 | MOBO Awards                  | Legjobb nemzetközi előadó        | Frank Ocean                                                  | Jelölve  | [ 138 ] |
| 2017 | Billboard Music Awards       | Legjobb R&B-előadó               | Frank Ocean                                                  | Jelölve  | [ 139 ] |
| 2017 | Billboard Music Awards       | Legjobb R&B-album                | Blonde                                                       | Jelölve  | [ 139 ] |
| 2017 | GLAAD Media Awards           | Kiemelkedő zenei előadó          | Blonde                                                       | Jelölve  | [ 140 ] |
| 2017 | NME Awards                   | Nemzetközi férfi előadó          | Frank Ocean                                                  | Elnyerte | [ 141 ] |

## Diszkográfia
- Nostalgia, Ultra (2011)
- Channel Orange (2012)
- Endless (2016)
- Blonde (2016)